# Wereldkampioenschappen schoonspringen 2017 – eenmeterplank mannen
Het schoonspringen vanaf de eenmeterplank voor mannen tijdens de wereldkampioenschappen schoonspringen 2017 vond plaats op 14 en 16 juli 2017 in de Danube Arena in Boedapest.

## Uitslag
Finalisten zijn de eerste 12 genoemde deelnemers, aangegeven met groen.
| Rang   | Naam               | Land                   | Voorronde | Voorronde | Finale        | Finale        |
| Rang   | Naam               | Land                   | Punten    | Rang      | Punten        | Rang          |
| ------ | ------------------ | ---------------------- | --------- | --------- | ------------- | ------------- |
| Goud   | Peng Jianfeng      | China                  | 435.15    | 1         | 448.40        | 1             |
| Zilver | He Chao            | China                  | 431.35    | 2         | 447.20        | 2             |
| Brons  | Giovanni Tocci     | Italië                 | 410.60    | 3         | 444.25        | 3             |
| 4      | Patrick Hausding   | Duitsland              | 403.80    | 4         | 439.25        | 4             |
| 5      | Michael Hixon      | Verenigde Staten       | 384.80    | 5         | 439.15        | 5             |
| 6      | Oleg Kolodij       | Oekraïne               | 374.80    | 6         | 419.05        | 6             |
| 7      | Steele Johnson     | Verenigde Staten       | 360.15    | 12        | 392.50        | 7             |
| 8      | Jahir Ocampo       | Mexico                 | 361.05    | 11        | 379.00        | 8             |
| 9      | James Heatly       | Verenigd Koninkrijk    | 364.00    | 9         | 374.50        | 9             |
| 10     | Ross Haslam        | Verenigd Koninkrijk    | 367.60    | 8         | 357.90        | 10            |
| 11     | Ilja Moltsjanov    | Rusland                | 373.70    | 7         | 351.90        | 11            |
| 12     | Kim Yeong-nam      | Zuid-Korea             | 361.15    | 10        | 347.10        | 12            |
| 13     | Nikita Sjleicher   | Rusland                | 360.05    | 13        | Uitgeschakeld | Uitgeschakeld |
| 13     | Woo Ha-ram         | Zuid-Korea             | 360.05    | 13        | Uitgeschakeld | Uitgeschakeld |
| 15     | Matthieu Rosset    | Frankrijk              | 358.80    | 15        | Uitgeschakeld | Uitgeschakeld |
| 16     | Illja Kvasja       | Oekraïne               | 349.20    | 16        | Uitgeschakeld | Uitgeschakeld |
| 17     | Constantin Blaha   | Oostenrijk             | 348.20    | 17        | Uitgeschakeld | Uitgeschakeld |
| 18     | Guillaume Dutoit   | Zwitserland            | 346.80    | 18        | Uitgeschakeld | Uitgeschakeld |
| 19     | Tommaso Rinaldi    | Italië                 | 340.15    | 19        | Uitgeschakeld | Uitgeschakeld |
| 20     | Daniel Restrepo    | Colombia               | 339.50    | 20        | Uitgeschakeld | Uitgeschakeld |
| 21     | Andrzej Rzeszutek  | Polen                  | 336.60    | 21        | Uitgeschakeld | Uitgeschakeld |
| 22     | Nicolás García     | Spanje                 | 336.15    | 22        | Uitgeschakeld | Uitgeschakeld |
| 23     | Alberto Arevalo    | Spanje                 | 333.05    | 23        | Uitgeschakeld | Uitgeschakeld |
| 24     | Kevin Chávez       | Australië              | 330.10    | 24        | Uitgeschakeld | Uitgeschakeld |
| 25     | Ooi Tze Liang      | Maleisië               | 325.70    | 25        | Uitgeschakeld | Uitgeschakeld |
| 26     | James Connor       | Australië              | 323.40    | 26        | Uitgeschakeld | Uitgeschakeld |
| 27     | Adán Zúñiga        | Mexico                 | 322.80    | 27        | Uitgeschakeld | Uitgeschakeld |
| 28     | Jonathan Suckow    | Zwitserland            | 317.30    | 28        | Uitgeschakeld | Uitgeschakeld |
| 29     | Mohab Mohymen      | Egypte                 | 317.05    | 29        | Uitgeschakeld | Uitgeschakeld |
| 30     | Ahmad Azman        | Maleisië               | 313.00    | 30        | Uitgeschakeld | Uitgeschakeld |
| 31     | Lee Mark Han Ming  | Singapore              | 312.30    | 31        | Uitgeschakeld | Uitgeschakeld |
| 32     | Yona Knight-Wisdom | Jamaica                | 310.25    | 32        | Uitgeschakeld | Uitgeschakeld |
| 33     | Ian Matos          | Brazilië               | 303.30    | 33        | Uitgeschakeld | Uitgeschakeld |
| 34     | Alejandro Arias    | Colombia               | 302.50    | 34        | Uitgeschakeld | Uitgeschakeld |
| 35     | Lou Massenberg     | Duitsland              | 300.85    | 35        | Uitgeschakeld | Uitgeschakeld |
| 36     | Juho Junttila      | Finland                | 296.15    | 36        | Uitgeschakeld | Uitgeschakeld |
| 37     | Timothy Lee        | Singapore              | 289.50    | 37        | Uitgeschakeld | Uitgeschakeld |
| 38     | Juraj Melša        | Kroatië                | 289.30    | 38        | Uitgeschakeld | Uitgeschakeld |
| 39     | Frandiel Gómez     | Dominicaanse Republiek | 287.35    | 39        | Uitgeschakeld | Uitgeschakeld |
| 40     | Rafael Quintero    | Puerto Rico            | 285.90    | 40        | Uitgeschakeld | Uitgeschakeld |
| 41     | Liam Stone         | Nieuw-Zeeland          | 282.65    | 41        | Uitgeschakeld | Uitgeschakeld |
| 42     | Carlos Escalona    | Cuba                   | 282.20    | 42        | Uitgeschakeld | Uitgeschakeld |
| 43     | Diego Carquin      | Chili                  | 265.95    | 43        | Uitgeschakeld | Uitgeschakeld |
| 44     | Botond Bóta        | Hongarije              | 265.45    | 44        | Uitgeschakeld | Uitgeschakeld |
| 45     | Ammar Hassan       | Egypte                 | 260.65    | 45        | Uitgeschakeld | Uitgeschakeld |
| 46     | Donato Neglia      | Chili                  | 256.80    | 46        | Uitgeschakeld | Uitgeschakeld |
| 47     | Jouni Kallunki     | Finland                | 245.10    | 47        | Uitgeschakeld | Uitgeschakeld |
| 48     | Joey van Etten     | Nederland              | 243.95    | 48        | Uitgeschakeld | Uitgeschakeld |
| 49     | Abel Ligart        | Hongarije              | 238.30    | 49        | Uitgeschakeld | Uitgeschakeld |
| 50     | Arturo Valdes      | Cuba                   | 211.40    | 50        | Uitgeschakeld | Uitgeschakeld |
| 51     | Mikita Tkachou     | Wit-Rusland            | 206.40    | 51        | Uitgeschakeld | Uitgeschakeld |